# Alalcomenaeus cambricus
L'alalcomeneo (Alalcomenaeus cambricus) è un artropode estinto, vissuto tra il Cambriano inferiore e il Cambriano medio (tra 520 e 505 milioni di anni fa). I suoi resti sono stati rinvenuti in Canada, nel famoso giacimento di Burgess Shales, e in Cina.

## Descrizione
Questo animale, lungo circa cinque centimetri, era dotato di uno scudo cefalico di forma allungata, con occhi piccoli e posti al margine anteriore. Il capo era dotato anche di un paio di lunghe appendici, ingrossate alla base, e tre paia di appendici biramate. Il corpo era segmentato in dodici parti, ognuna delle quali portava arti biramati con grandi branchie piumose e lunghi peduncoli ambulacrali. Su un esemplare sono conservate una serie di spine su ogni arto. La coda era formata da un elemento appiattito e di forma ovoidale.

## Stile di vita
È possibile che questo organismo fosse un animale saprofago: le spine presenti sulle appendici, forse, erano utili per afferrare carcasse, lacerarle e portare i frammenti alla bocca. Forse si nutriva di spugne. Un possibile parente stretto di questo animale era Actaeus.